# Carlos Ambrosio Gaetano Spínola de la Cerda
Carlos Ambrosio Gaetano Spínola de la Cerda (Milán, 20 de enero de 1696 – Madrid, 18 de diciembre de 1757) fue un aristócrata y diplomático italiano al servicio de la Corona de España.

## Biografía
Fue hijo de Carlos Felipe Spínola, IV duque de Sesto, duque de Venafro y de San Severino, y V marqués de los Balbases, grande de España, y de su mujer Isabel María de la Cerda y Aragón, de la casa de Medinaceli. 
Sucedió a su padre en los títulos nobiliarios, y además fue príncipe de Serravalle, caballero de la Orden del Toisón de Oro, de la Orden de Santiago y de la Orden de San Jenaro. 
Ejerció de caballerizo mayor de Isabel de Farnesio, y de gentilhombre de cámara de Felipe V de España, quien lo nombró embajador extraordinario en Portugal y gran protonotario del Consejo de Italia.

## Matrimonio y descendencia
Contrajo matrimonio en Madrid en 1717 con Ana Catalina de la Cueva y de la Cerda, VI marquesa de Cadreita y VI condesa de la Torre, hija de Francisco Fernández de la Cueva y de la Cueva, X duque de Alburquerque y otros títulos, y de Juana de la Cerda Aragón y Moncada, de la casa de Medinaceli, y fueron padres de:
- Carlos Joaquín Spínola de la Cueva, primogénito, que sucedió en los títulos de sus padres.
- Ángel Antonio Spínola de la Cueva, marqués de Montebello, teniente general de los Reales Ejércitos.
- María Dominga Spínola de la Cueva, casada con Manuel Juan Osorio Velasco Guzmán y Vega, XIV marqués de Alcañices y otros títulos, cuya descendencia heredó la Casa de Alburquerque y sus agregados en el primer tercio del siglo XIX.